# 巴瑟洛内特区
巴瑟洛内特区（法語：arrondissement de Barcelonnette）是法国上普罗旺斯阿尔卑斯省所辖的一个区。总面积1027.7平方公里，总人口7803，人口密度7人/平方公里（2018年）。主要城镇为巴瑟洛内特。

## 辖区
巴斯洛内特区辖有14个市镇。